# Indasclera kantneri
Indasclera kantneri es una especie de coleóptero de la familia Oedemeridae.

## Distribución geográfica
Habita en Laos.